# Munidopsis hystrix
Munidopsis hystrix är en kräftdjursart som beskrevs av Faxon 1893. Munidopsis hystrix ingår i släktet Munidopsis och familjen trollhumrar. Inga underarter finns listade i Catalogue of Life.